# Kilhoù Koz Bro Bagan
Le Kilhoù Koz Bro Bagan ou jeu de quilles An Alez Round est un jeu de quille pratiqué à Guissény et Plouguernau dans le Pays pagan, dans le Finistère, en Bretagne.
Ce jeu est inscrit à l’Inventaire du patrimoine culturel immatériel en France.

## Historique
Les quilles An Alez Round semble voir connues de beaux jours jusque dans les années 1960. En effet, les allées de jeu étaient situées près des chapelles des deux villages. Ainsi, le jour du pardon, jour de pèlerinage en Bretagne, on se réunissait pour se défier aux quilles. Cependant avec le recul de la pratique religieuse et la disparition des célébrations du pardon (le dernier pardon fut célébré en 1968 à Plouguernau), le jeu perdit de son ampleur pour disparaitre progressivement. 
Ce n’est que dans les années 2000 que des passionnés remirent le jeu au jour, une des deux allées a d’ailleurs été reconstruite en 2009. 

## Description du jeu

### Aire de jeu
L’aire de jeu est caractéristique de cette variante de quilles. Elle se termine en effet par un muret de pierre en demi-cercle. Sa profondeur est de 2 mètres, mais sa largeur peut varier entre 2 et 2,7 mètres. La hauteur du muret n’est pas uniforme. Dans certains cas, le muret fait de 60 à 80 centimètres, dans d’autres il a les dimensions très précises de 53 et 32 centimètres sur chacun des côtés et 85 centimètres au milieu. 
Il existe deux aires de jeu en Bretagne, une à Chapel Christ (Plouguernau), restaurée dans les années 1980 et une à Brendaouez en Guissény (Guissény), détruit dans les années 1960 et reconstruit à la fin des années 2000.

### Règles
Ce jeu de quilles suit le même principe que les jeux de quilles sur talus. Les règles varient quelque peu cependant selon les lieux de pratique. 
D’un côté, on joue avec 7 quilles de 40 centimètres de hauteur. Elles sont disposées tout au long du muret. Le joueur devait lancer la grosse boule de 40 centimètres de diamètre comportant trois trous pour les doigts, afin de faire tomber les quilles. La boule devait suivre la courbe du muret. Les adultes misaient quelquefois dans les parties, mais ce n’est pas un jeu d’argent à l’origine. 
Dans d’autres versions, on a 9 quilles de 45 à 50 centimètres de hauteur, disposées également le long du muret. La boule, de 25 centimètres de diamètre, doit dans ce cas-là aussi suivre la courbe du mur pour faire tomber les quilles.